# Lomaphlebia
Lomaphlebia, rod pravih paprati (papratnice) iz potporodice Grammitidoideae,. dio porodice Polypodiaceae, red Polypodiales. Sastoji se od dvije vrste, jednog endema sa Jamajke, i jednog sa Kube
Rod je opisan u Hist. Fil.: 182 (1875), i Kew ga tretira kao sinonim za Grammitis. Tipična je Lomaphlebia linearis (Sw.) J.Sm., po nekima sinonim za Grammitis graminea (Sw.) Ching. 

## Vrste
1. Lomaphlebia linearis (Sw.) J.Sm.; Jamajka
2. Lomaphlebia turquina (Maxon) Sundue & Ranker ined.; Kuba

## Sinonimi
Nema.